# Dulcy Fankam Mendjiadeu
Dulcy Fankam Mendjiadeu (ur. 26 lipca 1999 w Nkongsambie) – kameruńska koszykarka, występująca na pozycjach silnej skrzydłowej lub środkowej, reprezentantka kraju, od 2023 zawodniczka IDK Euskotren San Sebastian, a w okresie wiosenno-letnim Seattle Storm w WNBA.

## Osiągnięcia
Stan na 12 marca 2024, na podstawie, o ile nie zaznaczono inaczej.

### NJCAA
- MVP konferencji TCCAA (2019)
- Zaliczona do:
  - I składu:
    - NJCAA Academic All-American (2019)
    - TCCAA (2019)

  - II składu NJCAA All-American (2019)

### NCAA
- Uczestniczka rozgrywek:
  - II rundy turnieju NCAA (2023)
  - turnieju NCAA (2022, 2023)
- Mistrzyni sezonu zasadniczego konferencji American Athletic (AAC – 2023)
- Koszykarka roku konferencji AAC (2023 wspólnie z Eleną Tsineke)
- Laureatka nagród:
  - AAC Female Scholar-Athlete of the Year (2023 dla najlepszej sportsmenki konferencji AAC)
  - Best Offensive Player Award (Memphis – 2020 dla najlepszej zawodniczki klubu w ataku)
  - Best Rebounder Award (Memphis  – 2020 dla najlepiej zbierającej zawodniczki klubu)
- Zaliczona do:
  - I składu:
    - AAC (2023)
    - turnieju Gulf Coast Showcase
    - regionu 3 (2023 przez WBCA)

  - II składu AAC (2021, 2022)
  - składu honorable mention All-America (2023 przez WBCA)
- Liderka konferencji AAC w:
  - średniej zbiórek (2023 – 12,3)
  - liczbie:
    - zbiórek (2023 – 418)
    - celnych rzutów za 3 punkty (2023 – 217)

  - skuteczności rzutów z gry (2023 – 58,6 %)
- Koszykarka tygodnia konferencji AAC (25.01.2021, 14.11.2022, 26.12.2023, 23.01.2023)

### Reprezentacja
- Brązowa medalistka mistrzostw Afryki (2021)